# Розенбах, Николай Оттонович
Николай Оттонович Розенбах (нем. Frommhold Nikolai von Rosenbach; 1836—1901) — русский военный деятель, генерал от инфантерии, Туркестанский генерал-губернатор.

## Биография
Происходил из Ревельского бюргерского рода Цурбех, в 1643 году получившего шведское дворянство с фамилией Розенбах и в 1746 году внесённого в матрикул российских дворян Эстляндской губернии, и был сыном отставного гвардейского полковника Отто Эвальда фон Розенбаха (1796—1856) от брака с Шарлоттой Эминой фон Гернет (1810—1865).
Родился 12 (24) июня 1836 года в имении Ней-Изенгоф Везенбергского уезда Эстляндской губернии.
Начальное образование получил в Школе гвардейских подпрапорщиков и кавалерийских юнкеров в Санкт-Петербурге, по окончании которой был 17 июня 1854 года произведён в прапорщики и назначен в лейб-гвардии Преображенский полк.
Во время Крымской войны находился в составе войск, охранявших побережье Балтийского моря. 30 августа 1855 года произведён в подпоручики, 8 сентября 1856 года — в поручики и 15 апреля 1856 года переведён в лейб-гвардии 1-й стрелковый батальон, 10 апреля 1859 г. получил чин штабс-капитана и 29 августа того же года был назначен командиром роты в своём батальоне. За это время Розенбах был удостоен орденов св. Станислава 3-й степени (26 августа 1856 года) и св. Анны 3-й степени (30 августа 1858 года).
Произведённый 23 апреля 1861 г. в капитаны, Розенбах принимал участие в кампании 1863 г. против восставших поляков и 10 июня в бою с отрядами Яблоновского и Манцевича при местечке Попеляны был тяжело ранен пулей в поясницу, за отличие награждён 18 октября 1863 г. орденом св. Владимира 4-й степени с мечами и бантом. 21 декабря 1863 г. пожалован во флигель-адъютанты и 4 апреля 1865 г. произведён в полковники, причём 10 ноября 1864 г. был отчислен от строевых войск в Свиту его величества и неоднократно исполнял особые поручения по наблюдению за рекрутскими наборами в Вятской, Владимирской и Восточно-Сибирской губерниях.
С 30 августа 1867 по 17 сентября 1870 г. командовал 1-м лейб-гренадерским Екатеринославским полком, а затем по 1877 г. — лейб-гвардии Павловским полком; 19 марта 1877 г. получил в начальствование 2-ю бригаду 2-й гвардейской пехотной дивизии. 30 августа 1872 г. на основании манифеста от 18 февраля 1762 г. произведён в генерал-майоры с зачислением в свиту его величества.

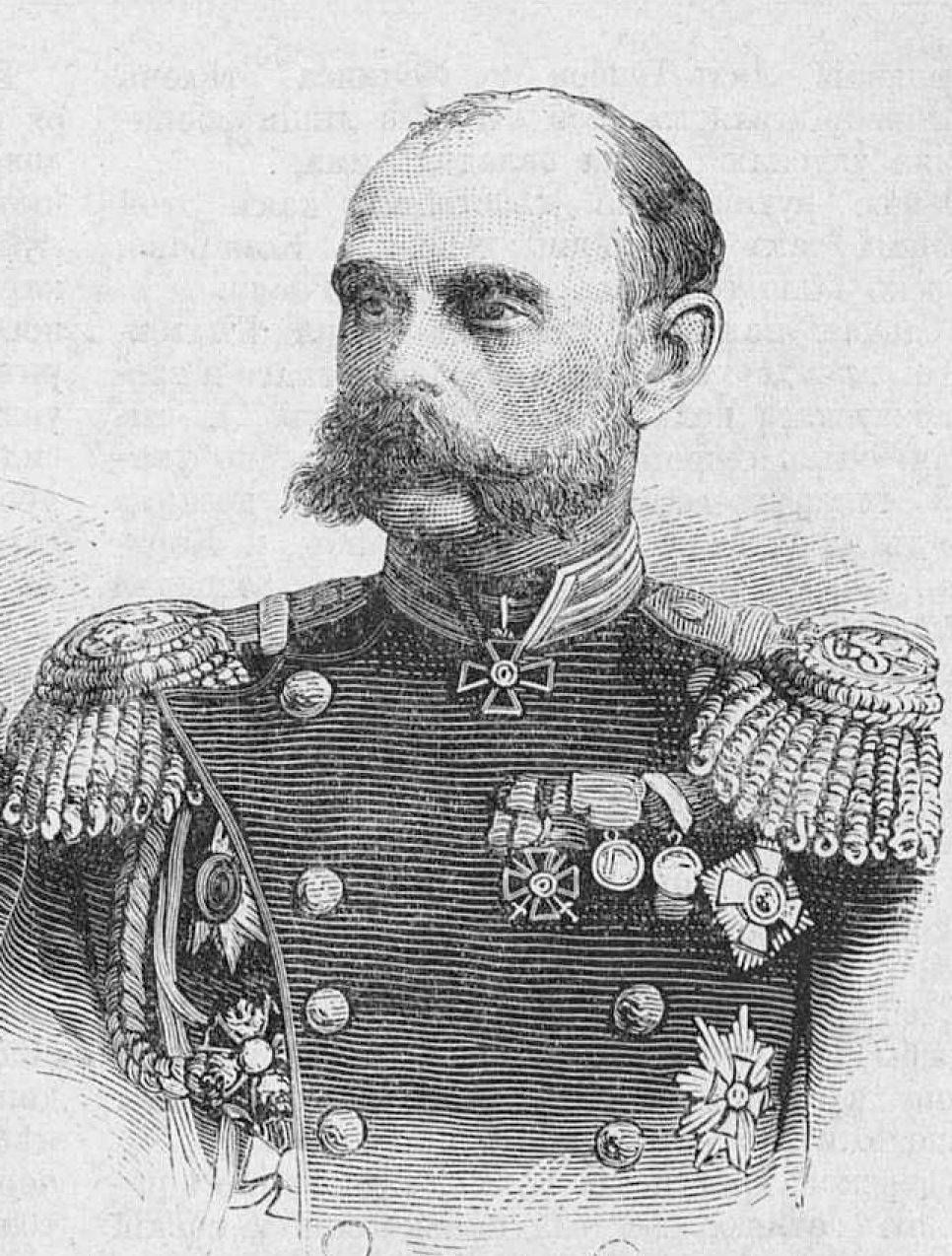
Генерал-майор Н. О. Розенбах, 1877 год

Во время русско-турецкой войны 1877—1878 гг. Розенбах со своей бригадой переправился через Дунай у Зимницы и находился в отряде румынского князя Карла при осаде Плевны; за переправу через Дунай 11 апреля был награждён золотой шпагой с надписью «За храбрость» (дана 12 октября того же года). Затем Розенбах командовал левой колонной передового отряда генерал-адъютанта И. В. Гурко и участвовал в штурме Горного Дубняка. Эта колонна, в которую входили Павловский и Финляндский лейб-гвардии полки и некоторые другие части, взяла приступом главный редут; во время штурма Розенбах был тяжело ранен пулей навылет в живот и контужен в спину. В полевом госпитале его посетил император Александр II. Л. М. Чичагов вспоминал об этом: « Генерал Розенбах лежал по правую руку от входа в палатку, на низкой складной походной кровати и когда вошёл Государь, то он дремал. Тихо приблизившись к нему, Его Величество опустился на колени и, нагнувшись обхватил его постель руками. Генерал Розенбах в это время отворил глаза. „Я тебе говорил, — произнёс ласково Император, — Я тебя просил поберечь себя…“». 26 августа 1877 г. Розенбах был удостоен ордена св. Георгия 4-й степени
За мужество и храбрость, оказанные в деле с Турками под Горным-Дубняком, 12 Октября 1877 года.
По излечении, 7 августа 1878 г. Розенбах был назначен начальником штаба Гвардейского корпуса, 19 февраля 1880 г. пожалован в генерал-адъютанты и 11 января 1881 г., будучи произведён в генерал-лейтенанты, был назначен начальником штаба войск гвардии и Петербургского военного округа.
21 февраля 1884 г. Розенбах был назначен Туркестанским генерал-губернатором и командующим войсками Туркестанского военного округа. На этом посту, как писал статс-секретарь А. А. Половцов, Розенбах, «человек благородный, прямой» «провёл много нововведений, оказавших несомненную пользу, а главное умел избежать военных усложнений, кои могли бы неоднократно перейти в войну». Одним из главных дел Розенбаха на посту Туркестанского генерал-губернатора было продолжение Закаспийской железной дороги до Самарканда и начало строительства участка до Ташкента. Также при Розенбахе началась разработка нефтяных месторождений в Ферганской долине и были упорядочены финансовые дела, пришедшие в значительное расстройство за время управления Туркестаном генералом Черняевым. Розенбах оказывал значительное покровительство многочисленным учёным экспедициям в Тянь-Шань и Памир и был горячим сторонником скорейшего занятия Памирской горной системы русскими постами.
28 октября 1889 г. Розенбах был уволен от должности Туркестанского генерал-губернатора и получил назначение членом Военного совета, где состоял в распорядительной комиссии по перевооружению армии.
21 ноября 1891 г. Розенбах вошёл в состав Государственного совета, где в 1891—1894 гг. присутствовал в Департаменте государственной экономии, а в 1895—1896 гг. — в Департаменте законов; одновременно Розенбах в 1892—1895 гг. состоял членом Комитета о службе чинов гражданского ведомства и о наградах. 6 декабря 1895 г. Розенбах был произведён в генералы от инфантерии.
Среди прочих наград Розенбах имел ордена св. Анны 2-й степени с императорской короной (16 августа 1867 г.), св. Владимира 3-й степени (27 июня 1869 г.), св. Станислава 1-й степени (16 августа 1874 г.), св. Анны 1-й степени (19 декабря 1875 г.), св. Владимира 2-й степени (15 мая 1883 г.), Белого Орла (13 апреля 1886 г.) и св. Александра Невского (30 августа 1889 г., алмазные знаки к этому ордену пожалованы 1 января 1895 г.).
Розенбах скончался 5 мая 1901 года в Санкт-Петербурге и был похоронен на кладбище Воскресенского Новодевичьего монастыря.
Розенбах оставил после себя интересные «Записки», которые были напечатаны в 1916 г. в «Русской старине» (январь—май). Также известен его труд «О законодательном устройстве областей Русского Туркестана» (СПб., 1885).

## Семья
Был женат на дочери Петербургского городского головы, купца 1-й гильдии И. Ф. Жербина Ольге (1839—1898), сестре Федора Ивановича Жербина.
Их дети:
- Мария (1859—1901), замужем за инженер-полковником Константином Петровичем Келчевским.
- Сергей (1861—после 1914), Новозыбковский уездный предводитель дворянства, член IV Государственной думы от Черниговской губернии.
- Александра-Аделаида (1872—1932, Финляндия), замужем за бароном фон Мендом
- Лидия (1874—1947, Франция), фрейлина, заведовала Домом призрения увечных воинов. В эмиграции — член ревизионной комиссии Общества взаимопомощи русских женщин. Похоронена на кладбище Тье.